# Corrente torbida
Le correnti di torbidità (o correnti torbide) sono correnti di fluido in movimento con materiale in sospensione che si muovono lungo un pendio attraverso aria, acqua o un altro fluido. La corrente si muove per gravità, a causa della propria maggiore densità rispetto al fluido nel quale scorre e alla presenza di particelle solide.

## Caratteristiche
Questo termine si utilizza di solito per descrivere correnti subacquee in laghi, mari od oceani originatesi per effetto di eventi quali tempeste di elevata magnitudine, piene fluviali o terremoti sottomarini. Tali eventi possono mobilizzare sedimenti incoerenti provocando fenomeni erosivi che portano con il passare del tempo alla formazione di canyon sottomarini. Avendo densità maggiore rispetto all'acqua circostante, queste correnti (density flow nella terminologia anglosassone) scorrono velocemente verso il basso, per forza di gravità, lungo la scarpata continentale e poi, espandendosi sui fondali profondi, rallentano e depositano i materiali in sospensione trasportati. La velocità di avanzamento della corrente dipende anche dall'inclinazione della scarpata e aumentando la velocità, aumenta anche la quantità di sedimenti trasportati; questo a sua volta aumenta la densità della corrente e quindi la velocità in un meccanismo di "autoalimentazione", raggiungendo velocità dell'ordine di alcune centinaia di chilometri orari (fino a metà della velocità del suono). 
Quando le correnti di torbida presentano un contenuto detritico (frazione solida) piuttosto contenuta, spesso vengono soprannominate nuvole di torbida, a sottolinearne la scarsa densità detritica.
Le correnti di torbida, che vengono alimentate dall'apporto detritico dei corsi d'acqua, provocano spesso danni a strutture artificiali sottomarine, come condotte, cablaggi, ecc., conseguentemente all'azione fortemente incisiva che, in casi di particolare densità detritica, possono esercitare sul substrato roccioso.
Proprio tale azione incisiva genera i canyon sottomarini.
Spesso, tali correnti possono originarsi direttamente da accumuli detritici ammassati lungo la scarpata continentale quando, a seguito dell'eccessivo accumulo di sedimenti, viene superato l'angolo di scarica (l'inclinazione massima capace di mantenere coesa una superficie sedimentaria non consolidata). 
Anche sismi di debole intensità possono generare correnti di torbida, smuovendo il sedimento non consolidato lungo la scarpata continentale. Non è necessaria una considerevole acclività (anche 1° o 2° di pendenza sono sufficienti) per generare una torbida.
La torbida, dopo aver percorso la scarpata continentale, raggiunge la piana abissale, dove si espande sul pavimento oceanico, stratificandosi secondo la sequenza di Bouma. 
Se l'area di deposizione delle torbiditi coincide con l'intera superficie del bacino deposizionale, originando un unico strato, questo prenderà il nome di mega torbidite.
I sedimenti grossolani tendono a depositarsi ai margini della scarpata (zona della torbida detta prossimale), poiché al brusco cambiamento di pendenza corrisponde una considerevole diminuzione dell'energia cinetica del sistema di trasporto.
Il materiale a granulometria intermedia, trasportato a maggior distanza dal margine di scarpata, tenderà a depositarsi (a meno di fattori perturbativi), secondo la sequenza di Bouma (zona intermedia della torbida).
Infine, il materiale di granulometria più fine, riesce ad allontanarsi considerevolmente dal margine della scarpata, depositandosi sulla piana abissale (zona della torbida detta distale).
Nel corso di milioni di anni le correnti di torbidità danno luogo ad estese e spesse coltri di sedimenti, definiti come torbiditi. Tali sedimenti si accumulano in parte al piede della scarpata continentale in grandi corpi sedimentari a forma di conoide, mentre le frazioni granulometriche più fini (deposte da torbide ormai diluite) si espandono, rallentando, nelle piane abissali, colmando gradualmente la topografia irregolare dei fondali e dando luogo ad una morfologia piatta su ampie distese.